# Lightyear
Lightyear — это британская финансово-технологическая компания, предоставляющая инвестиционные услуги в 22 странах Европы. Lightyear предлагает инвестиции на международных фондовых биржах, в биржевые фонды (ETF), биржевые товары, денежные взаимные фонды BlackRock, а также начисляет проценты на неинвестированный капитал для частных лиц и компаний. Платформа Lightyear доступна в виде мобильного приложения и веб-приложения.
Lightyear регулируется Управлением финансового надзора Великобритании (Financial Conduct Authority) и Финансовой инспекцией Эстонии (Finantsinspektsioon).

## История
Компания была основана в 2020 году Мартином Сокком и Михкелем Аамером, бывшими сотрудниками технологической компании Wise, занимающейся международными денежными переводами. Создание Lightyear было вдохновлено личным опыта основателей с инвестициями. В их родной Эстонии инвестирование в фондовый рынок было сложным и дорогостоящим, и они осознали, что инвесторы по всей Европе сталкиваются с аналогичными проблемами.
Соучредитель Skype Яан Таллинн и соучредитель Wise Таавет Хинрикус (первый сотрудник Skype) возглавили первый раунд финансирования Lightyear на сумму $1,5 млн в июне 2021 года. В сентябре 2021 года Lightyear запустила свою розничную инвестиционную платформу в Великобритании и привлекла дополнительные $8,5 млн во втором раунде финансирования под руководством Mosaic Ventures.
В мае 2022 года Lightyear наняла Вандера Рутгерса, бывшего президента Robinhood,  на должность операционного директора. Его роль заключается в поддержке вопросов соблюдения нормативных требований и финансовой инфраструктуры компании. В июле 2022 года Lightyear расширила свои услуги на все страны еврозоны и объявила о привлечении $25 млн в ходе финансирования, возглавляемого Lightspeed Venture Partners, с участием основателя Virgin Group сэра Ричарда Брэнсона и других частных венчурных инвесторов.
В 2024 году Lightyear вышла на рынок B2B, запустив бизнес-аккаунты.